# Башэ
Башэ (кит. упр. 巴蛇, пиньинь bāshé) — подобный удаву громадный змей в китайской мифологии, который поедал слонов.

## Название и его использование
Слово «башэ» состоит из двух компонентов: «ба», который в древнекитайском языке означал «боа, огромный змей, удав» и «шэ», означающего «змея».
Мифические имена драконов часто происходят от названий крупных рептилий, и так как удавы заглатывают жертву целиком, можно представить, что южные удавы (кит. упр. 蚺, палл. жань) из китайских легенд были преувеличены до змеев башэ, каждые три года поедающих слонов.
Помимо мифологического использования слова «башэ», в современном китайском языке есть чэнъюй «башэ поедает слона» (кит. упр. 巴蛇食象), образно означающий дело, которое не представляется возможным, или в которое нельзя поверить.

## Описание и ссылки в литературе
Самые ранние ссылки на башэ встречаются в двух классических китайских произведениях: «Вопросы к небу» Цюй Юаня и «Каталог гор и морей».
«Вопросы к небу» — произведение в жанре «чуские строфы», созданное в IV—III вв. до н. э. самым крупным творцом этого жанра Цюй Юанем. В нем автор пародирует схоластов, обсуждавших вопросы, дать ответ на которые способно только небо, древнекитайское высшее божество. В одном месте этого произведения Цюй Юань пишет:169:

И какова величина

Змеи, глотающей слона?..
Оригинальный текст (кит.)灵蛇吞象，厥大何如？

«Каталог гор и морей» — памятник в виде свода, завершение создания которого относится, предположительно, к рубежу III и II веков до н. э. Он содержит ценные сведения по ботанике, географии, медицине, мифологии и религии Древнего Китая:3,16. В этом произведении в разделе «Каталог южных [земель] внутри морей» содержится следующее описание:104:

Змея Ба глотает слона, а через три года выбрасывает его
кости. Благородные мужи едят ее, поэтому нет болезней сердца и желудка. Эти змеи бывают желто-зелеными или черно-красными. Иные говорят: черная змея с зеленой головой
живет к западу от носорога (си).
Оригинальный текст (кит.)巴蛇食象，三歲而出其骨，君子服之，無心腹之疾。其為蛇青黃赤黑。一曰黑蛇青首，在犀牛西。

В комментарии к «Каталогу гор и морей» Го Пу сравнивает башэ с южным удавом (кит. упр. 蚺), который, заглотив крупное животное, может обвиться вокруг ствола дерева и выдавить кости между своих чешуй. Пу отмечает, что они могут достигать 100 сюней (кит. трад. 尋) в длину (около 270 метров). Го Пу также указывает такую преувеличенную длину для «длинных змей» (кит. упр. 長蛇, палл. чаншэ), которые, согласно «Каталогу гор и морей», обитают на горе Большая Сянь:52.
В разделе «удав» (кит. упр. 蚺蛇, палл. жаньшэ) лечебника «Бэньцао ганму» (1578) цитируется приведённый выше отрывок из «Каталога гор и морей», в котором описывается башэ.
Исследователь китайского фольклора В. Эберхард связывает башэ с легендарным лучником Хоу И, который спустился из рая, чтобы покарать злодеев. Одной из жертв Хоу И стала змея-монстр, в разных версиях мифа называемая башэ, или сюшэ (кит. упр. 修蛇), или «длинный змей» (кит. упр. 長蛇, палл. чаншэ) из озера Дунтинху. Эберхард отмечает, что гигантские змеи, такие как сюшэ, башэ и жаньшэ были типичны для Юга, но не были частью культа змей, как те, что были связаны с племенами Байюэ.
Сказочный сюжет змеи, проглотившей слона, широко известен из сказки «Маленький принц» Антуана де Сент-Экзюпери ввиду того, что она переведена на многие языки мира и продолжает переиздаваться во многих странах, однако неизвестно, знал ли её автор о китайском мифологическом змее башэ при её написании.